# Louis Moréri
Louis Moréri, né à Bargemon le 25 mars 1643 et mort à Paris le 10 juillet 1680, est un érudit, encyclopédiste et généalogiste français. Il a publié en 1674 la première encyclopédie des noms propres, qui a rencontré un grand succès auprès de ses contemporains et a été augmentée et rééditée vingt fois au cours du siècle suivant.

## Biographie
Louis Moréri a fait ses humanités à Draguignan puis sa rhétorique chez les jésuites d'Aix-en-Provence avant d'étudier la théologie et d'être ordonné prêtre à Lyon.

## LeGrand Dictionnaire historique

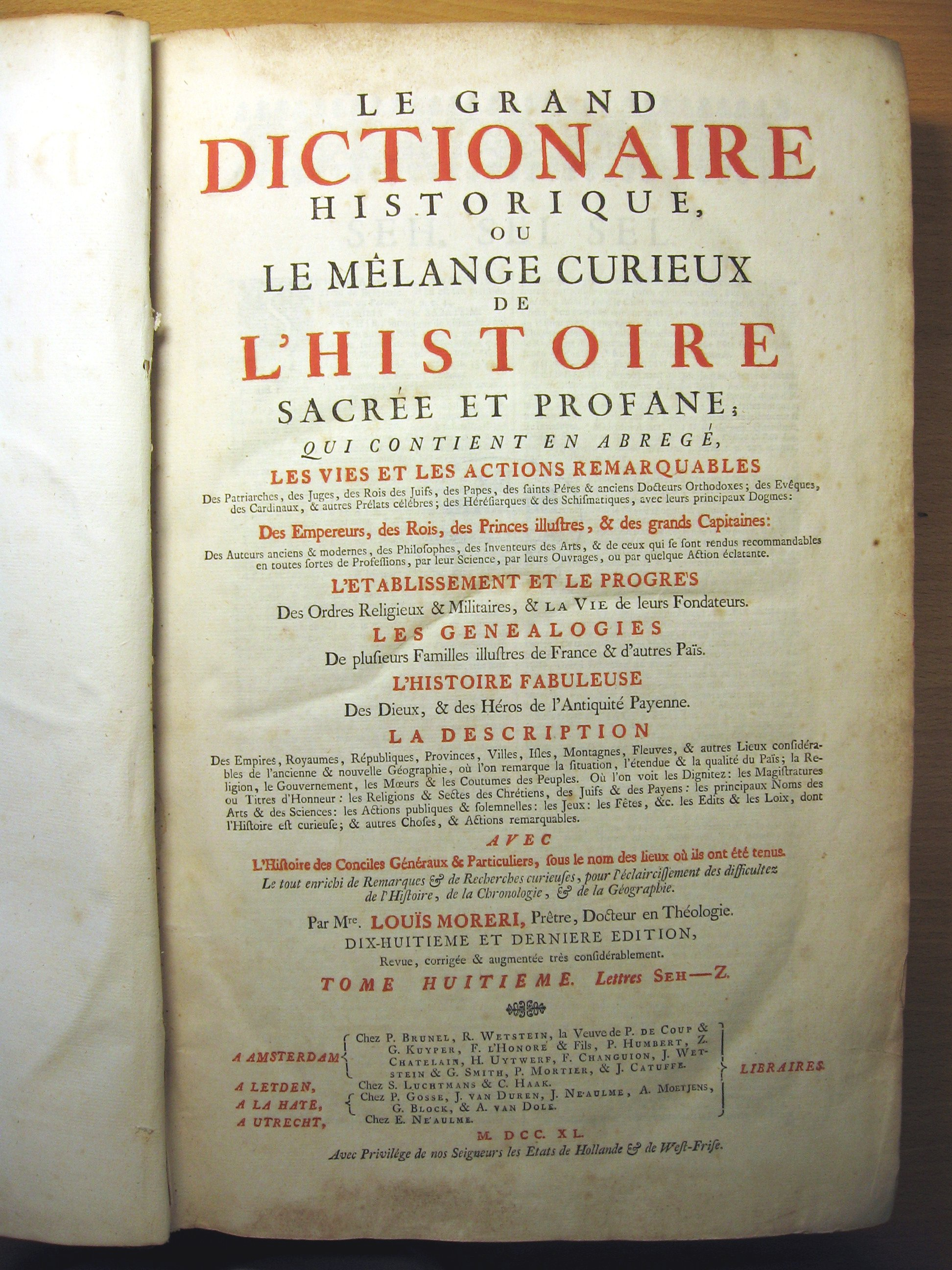
Tome,, 1740.

Le Grand Dictionnaire historique, ou Le mélange curieux de l'histoire sacrée et profane, a été la première fois édité à Lyon en 1674 en un volume. Il contient principalement des articles historiques et biographiques. Moréri l'a dédié à Gaillard de Longjumeau, évêque d'Apt, où il fut nommé aumônier. On peut dire pour simplifier que c'est le premier grand dictionnaire français des noms propres.

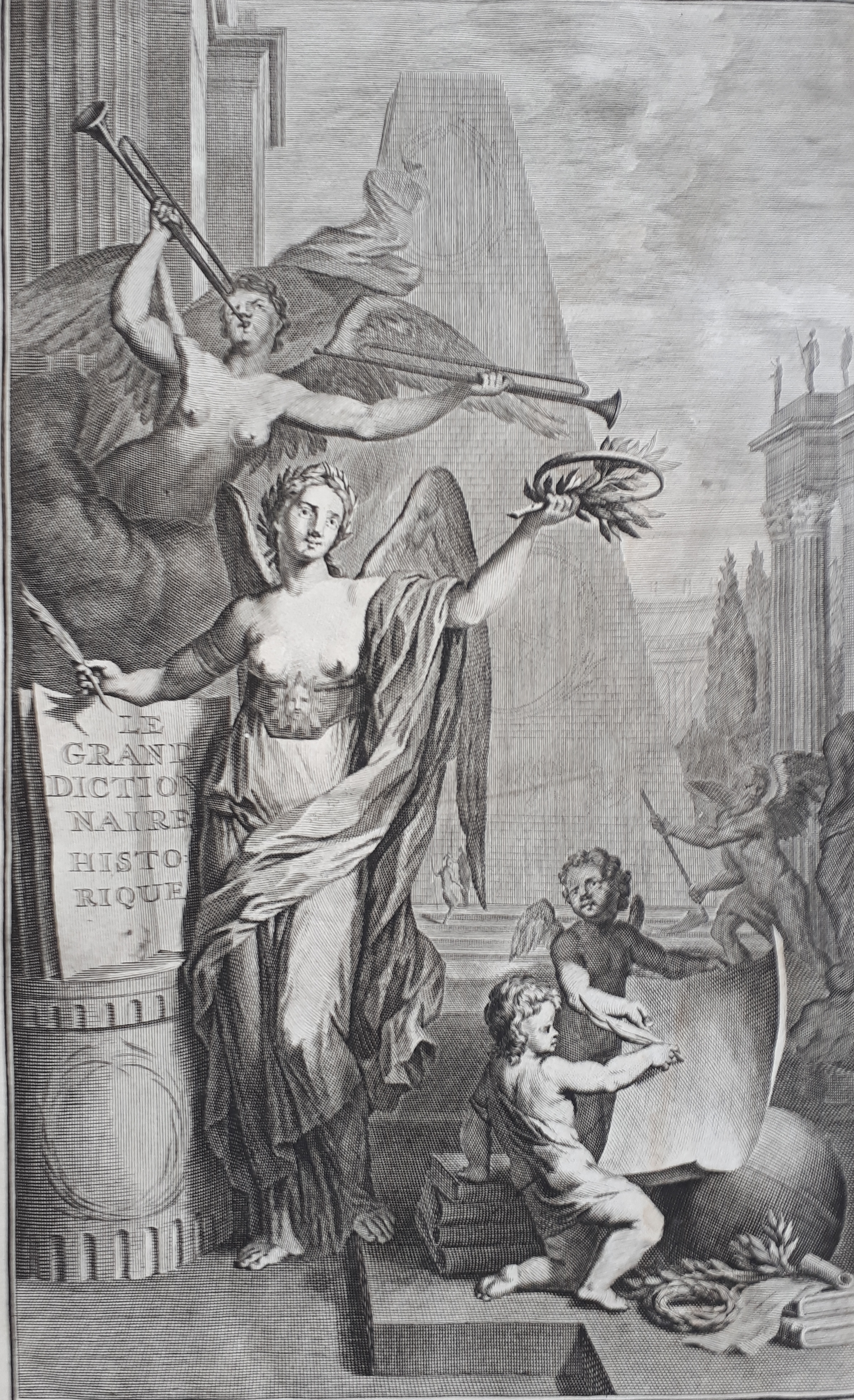
Frontispice du tome premier de l'édition de 1724 du dictionnaire de Moreri.

Cette encyclopédie, particulièrement riche sur les plans géographique et historique, a créé un engouement immédiat dans toute l'Europe, et ce succès a duré presque tout le siècle qui suivit sa parution, entraînant de nombreuses rééditions.
Toujours édité au format folio, consistant d'abord en un seul tome et un seul volume, le nombre de pages est allé croissant, avec par exemple deux tomes (séparés ou non selon les exemplaires en chacun deux volumes) en 1683 pour la troisième édition. Il a continué à être développé après la mort de Moréri, par des ajouts sur les événements contemporains et des biographies. Il a connu au total 20 éditions entre 1674 et 1759, dont la dernière, parue à Paris, comptait 10 volumes.
Son dictionnaire a été traduit en allemand, en anglais, en néerlandais, en espagnol et en italien. Cet ouvrage inspirera une série de dictionnaires analogues, écrits en langue vernaculaire et non en latin, tant en Allemagne qu'en Angleterre.

## Critique
Tout en reconnaissant sa dette envers Moréri, Pierre Bayle a conçu son Dictionnaire historique et critique (1696) en réaction à celui-ci. Il y voyait un ouvrage truffé d’erreurs, d’idées mal fondées, de faits sans cesse répétés et jamais vérifiés, bien qu'il aient fait référence à l'époque.

## Publications
- Le Grand Dictionnaire : tome 1, édition de 1683 (sur Gallica)
- Le Grand Dictionnaire : tome 1, édition de 1740 (sur Google livres)
- Éditions disponibles sur archive.org (dont série complète de 1759)